# 足立重郎
足立 重郎（あだち じゅうろう、1888年（明治21年）9月15日 - 1968年（昭和43年）7月17日）は、大日本帝国陸軍軍人。最終階級は陸軍少将。

## 経歴
1888年（明治21年）に鳥取県で生まれた。陸軍士官学校第21期卒業。1937年（昭和12年）3月1日、陸軍歩兵大佐進級と同時に豊橋連隊区司令官に着任し、1940年（昭和15年）1月に羅津要塞司令官に転じた。
1941年（昭和16年）3月に陸軍少将に進級し、1942年（昭和17年）1月19日に香港防衛隊長に就任した。1945年（昭和20年）3月9日に名古屋連隊区司令官に転じたが、3月31日に名古屋地区司令部附となった。
1947年（昭和22年）11月28日、公職追放仮指定を受けた。